# Prothysana terminalis
Prothysana terminalis is een vlinder uit de familie van de Apatelodidae. De wetenschappelijke naam van de soort is voor het eerst geldig gepubliceerd in 1855 door Francis Walker.